# David Thompson (explorador)
David Thompson (1770-1857) va ser un comerciant de pells i cartògraf anglocanadenc. Va cartografiar 3,9 milions de km² d'Amèrica del Nord. Va ser el primer europeu a navegar al llarg de tot el riu Columbia.

## Obra

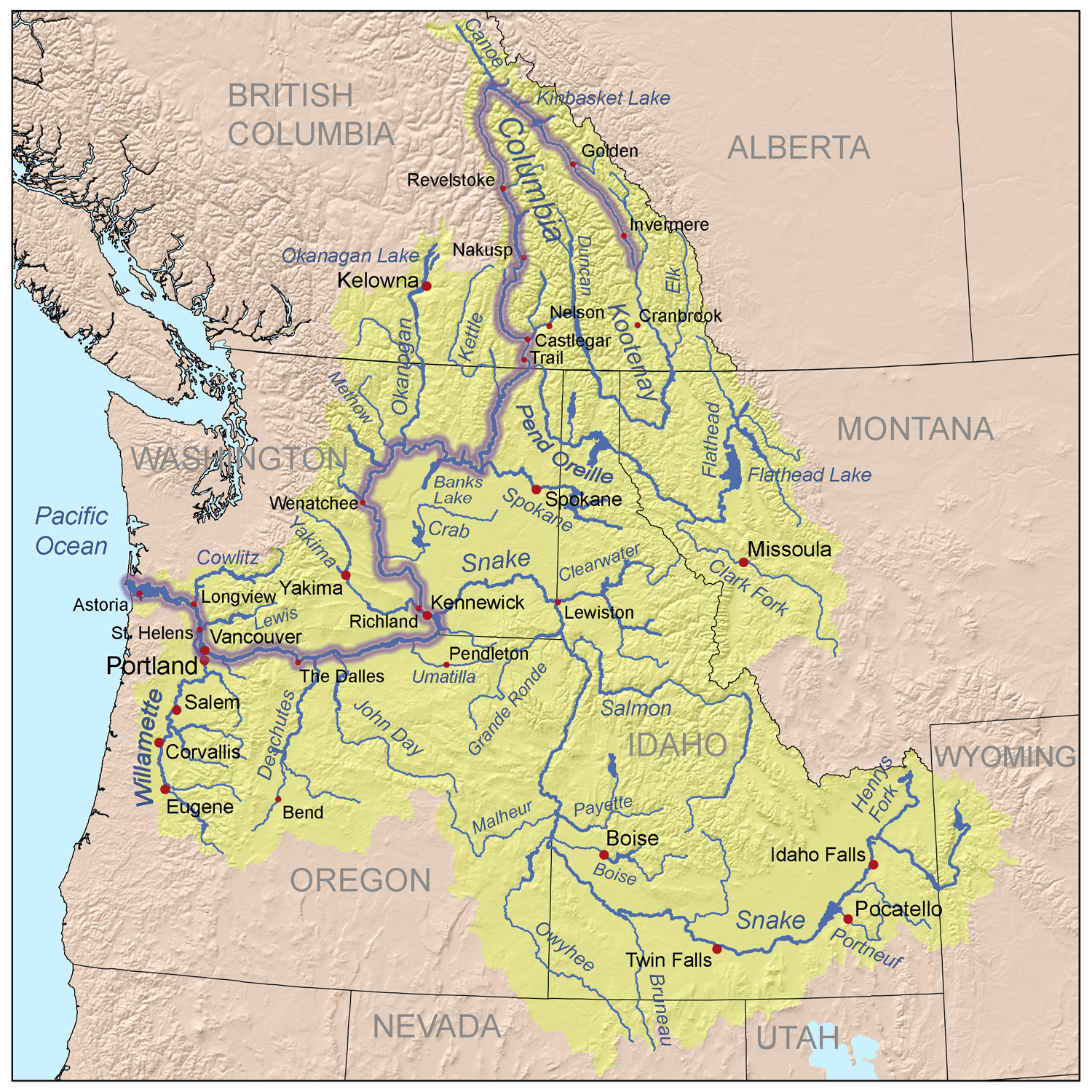
David Thompson navegà per tot el riu Columbia l'any 1811

- 1814: Mapa del North-West Territory de la Província del Canadà
- 1897: New light on the early history of the greater Northwest: the manuscript journals of Alexander Henry, fur trader of the North West Company, and of David Thompson, official geographer and explorer of the same company, 1799–1814 : exploration and adventure among the Indians on the Red, Saskatchewan, Missouri and Columbia Rivers (edited by Elliott Coues)
- 1916: David Thompson's narrative of his explorations in western America, 1784–1812 (edited by J.B. Tyrell)
- 1950: David Thompson's journals relating to Montana and adjacent regions, 1808–1812 (edited by M. Catherine White)
- 1962: David Thompson's narrative, 1784–1812 (edited by Richard Glover)
- 1974: David Thompson's journal of the international boundary survey, 1817–1827 : western Lake Erie, August–September 1819 (edited by Clarke E. Leverette)
- 1993: Columbia Journals (edited by Barbara Belyea)
- 2006: "Moccasin Miles – The Travels of Charlotte Small Thompson 1799–1812 Arxivat 2009-02-27 a Wayback Machine." Contemporary and Historical Maps: Charlotte Small (S. Leanne Playter/Andreas N. Korsos|Publisher: Arcturus Consulting)
- 2006/2007: "David Thompson in Alberta 1787–1812"; "David Thompson on the Columbia River 1807–1812"; "The Explorations and Travels of David Thompson 1784–1812"; "Posts and Forts of the North American Fur Trade 1600–1870" Arxivat 2009-02-27 a Wayback Machine. Contemporary and Historical Maps: David Thompson (Andreas N. Korsos|Publisher: Arcturus Consulting)